# Damascenin
Damascenin ist ein Alkaloid, das natürlich unter anderem in den Samen einiger Arten der Pflanzengattung Schwarzkümmel (Nigella) enthalten ist.
Damascenin wirkt einerseits als Radikalfänger, ist auf der anderen Seite allerdings auch mutagen, eine karzinogene Wirkung wird vermutet. Es senkt den Blutdruck und setzt die Herzfrequenz herab.

## Synthese
Für eine mögliche Synthese von Damascenin wird 3-Methoxybenzoesäure mit Methanol und gasförmigem Chlorwasserstoff verestert und das Produkt in Essigsäureanhydrid nitriert. Danach wird mit Raney-Nickel katalytisch reduziert und das entstehende Produkt mit Methyliodid methyliert.